# الجامع الكبير في القلعة
الجامع الكبير في القلعة ويقع في مدينة كركوك في العراق، وهو من جوامع ومساجد العراق القديمة، وشيد المبنى في عام 634هـ/1237م، وتبلغ مساحته حوالي 200م2.
وفي مبنى الجامع حرم قديم بالإضافة إلى غرفة خلوة قديمة يدخل إليها بواسطة سلم إلى تحت المبنى، وتعلو مبنى الحرم قبة خضراء اللون، وفي فناءه حديقة جميلة واسعة، وتتخلل الحديقة ممرات وكان فيها مجالس يدرس فيها طلاب العلم، وتقام فيهِ حالياً صلاة الجمعة وصلاة العيدين والصلوات الخمس.
ومن الأئمة والشيوخ الذين عملوا في منصب الإمامة بالجامع:
- الشيخ عناية الله.
- الشيخ سعيد.
- الشيخ ملا علي.
- الملا سنان.
- السيد بهجت.

والشيخ الدكتور، احمد نورالدين زين العابدين هو الامام والخطيب الحالي للجامع
قامت هيئة آثار كركوك بالحفاظ على مبنى الجامع وترميمه.